# Bomaanslagen in Hat Yai op 16 september 2006
Op zaterdag 16 september 2006 vonden zes bomaanslagen plaats op een aantal locaties in de stad Hat Yai in de provincie Songkhla in het zuiden van Thailand. De bomaanslagen waren het werk van separatisten die strijden voor een afscheiding van de zuidelijke, door moslims gedomineerde, provincies in Thailand en een herrijzenis van het koninkrijk Pattani. Bij de bomaanslagen kwamen vier mensen om het leven en raakten 72 mensen gewond. Veertien van deze gewonden kwamen van buiten Thailand, namelijk zes uit Maleisië, drie Singaporezen, drie Britten een Indiër en een Amerikaan. Van de doden is er een positief geïdentificeerd als komende uit Canada, hiermee is dit de eerste westerling die omkomt bij een bomaanslag met betrekking tot het conflict in het zuiden van Thailand.
De bommen gingen bijna gelijktijdig af rond 9 uur in de avond in een populair uitgaansgebied in Hat Yai langs de Thammanoonwithistraat. Langs deze straat liggen een tiental hotels. De stad is een van de populairste bestemmingen in Thailand bij Maleisiërs en Singaporezen omdat Hat Yai net over de grens ligt. Er was al gewaarschuwd voor aanslagen door Commandant Sonthi Boonyaratkalin die zijn troepen in de hoogste staat van paraatheid had gesteld nadat er berichten waren gekomen dat de Gerakan Mujahidin Islam Pattani (GMIP), een afsplitsing van de Gerakan Mujahidin Pattani (GMP), aanslagen zou plegen rond de verjaardag van zijn oprichting. Ook op 3 april 2005 was Hat Yai het doelwit van een tweetal bomaanslagen.

## Aanslagen
De eerste bom ging af bij de inging van de This Wonder Pub, in de kelder van het winkelcentrum Odion. Vlak hierna explodeerde er een tweede bom bij de ingang van de parkeerplaatsen bij het winkelcentrum. De derde bom ging af bij de ingang van een massagehuis op ongeveer 70 meter afstand van het winkelcentrum. Bij deze aanslag vielen vijf doden die net op het moment van de explosie naar binnen gingen. Een vierde bom ging af bij de ingang van het Lee Garden Hotel waarbij een aantal geparkeerde Tuktuks vernietigd werden. De vijfde bom ging af bij een filiaal van de Big C hypermarktketen in Hat Yai. En de zesde bom ging af in het toilet van de bioscoop op de vijfde verdieping van het Diana Shopping Centre
Na de aanslagen vluchtten vele Thais en toeristen hun huizen en hotels uit, wat voor chaos zorgde in de straten. Ook sloten vele uitgaansgelegenheden hun deuren. Op last van de commandant van het Vierde leger, Luitenant-generaal Ongkorn Thongprasom werden de mobiele telefoonnetwerken in het gebied afgesloten omdat men vermoedt dat de bommen met mobiele telefoons tot ontploffing zijn gebracht.

## Nasleep
Na de aanslagen liep de bezettingsgraad van de hotels in de stad terug van 80% naar minder dan 10%. Geschat wordt dat meer dan 7.000 mensen hun trip naar de regio geannuleerd hebben. Naar verwachting zal het nog maanden duren voor het toerisme, dat voor de stad erg belangrijk is, zichzelf weer zal herstellen.
Op zondag 17 september 2006 bezocht de kroonprins, Maha Vajiralongkorn, samen met zijn echtgenote, prinses Srirasmi, het getroffen Hat Yai. Zij bezochten onder andere de plaats van de bomaanslagen en hadden een gesprek met Canadese toeristen. Ze gingen hierna naar het Prins van Songkhla ziekenhuis en deelden pakketten met hulpgoederen uit aan de getroffenen van de aanslagen.
Op woensdag 20 september zal een demonstratie plaatshebben tegen het geweld. Deze demonstratie start vanaf het treinstation van Hat Yai.